# Rockford Kabine
Rockford Kabine (kurz RK) ist ein deutsches Komponisten- und Produzententeam bestehend aus den Bochumer Musikern Antony Sharas (bürgerlich: Stefan Zweers) und Marlon Marlon (bürgerlich: Jochen Berndt).

## Bandgeschichte
Nach diversen Platten-Veröffentlichungen im Eigenvertrieb zwischen 2002 und 2006, erschien 2007 der mit Italian Music der Soundtrack zu einem imaginären italienischen Horrorfilm über das Label Combination Records. Als das Duo erfuhr, dass eine US-amerikanische Regisseurin mehrere ihrer Titel für ihre Produktionen verwendet hatte, suchten sie selbst den Kontakt zur alt.porn-Szene.
Für den Soundtrack zum Film Live in My Secrets erhielt das Duo den US-amerikanischen Porno-Preis AVN Award. 2010 erschien der Alt.porn Xero des US-amerikanischen Regisseurs Jack The Zipper, der im Wesentlichen auf ihrem Soundtrack und ihren Ideen beruhte. Dieser erhielt insgesamt vier AVN-Nominierungen und einen AltPorn Award.
2013 startete die Arbeit an zwei Spielfilmprojekten des norwegischen Filmemachers Thomas Eikrem, Le Accelerator und Detroit Rising, einem Martial-Arts-Thriller und einem Psychodrama. Das Duo und Eikrem drehten zwischen 2015 und 2016 mehrere Kurzfilm gemeinsam.
Eine weitere Kooperation gab es mit The Zonders, einem internationalen Künstlerkollektiv, dessen Grafik- und Designarbeiten ihre Ästhetik aus Impulsen verschiedener musikalischer Genres und Strömungen herleiten.

## Diskografie
Alben
- 2003: Live Chamber (Salon Elegance Recordings)
- 2005: 20:15 (Salon Elegance Recordings)
- 2007: Italian Music – 31 Invalid Movie Themes (Combination Records)
- 2010: Xero (Soundtrack, Beilage zum Film, Cobra Films/Clockwork Productions)
- 2012: HoXXXton (Original Motion Picture Score) (Doppel-LP, Salon Elegance Recordings)
- 2013: Copenhagen Climax (Original Motion Picture Soundtrack)  (Zusammen mit Marcella & The Forget Me Nots, LP, Salon Elegance Recordings)

- 2015: Le Accelerator (Original Motion Picture Soundtrack)  (LP, Salon Elegance Recordings)

Singles und EPs
- 2002: Hotel Homosex (Salon Elegance Recordings)
- 2003: IF YOU say AMERIKA (Salon Elegance Recordings)
- 2004: Black Nazi (Salon Elegance Recordings)
- 2006: Supermarkt EP (Salon Elegance Recordings)
- 2010: Mein Hass (feat. Rocko Schamoni und Cordelia Waal) (7’’, Salon Elegance Recordings)

## Filmografie
- 2010: Xero[4][5][6]
- 2011: Cannibal Queen
- 2014: Copenhagen Climax
- 2014: HoXXXton
- 2015–2017: mehrere Kurzfilme mit Thomas Eikrem
- 2017: Le Accelerator

## Auszeichnungen
- 2010: AVN Award, Best Music Soundtrack, Live In My Secrets, Alt.Porn-Film von Kimberly Kane, erschienen bei Vivid.Alt
- 2011: AVN-Award-Nominierung: Best All-Girl-Release, "Xero"[7]
- 2011: AVN-Award-Nominierung: Best Art Direction, "Xero"
- 2011: AVN-Award-Nominierung: Best Music Soundtrack, "Xero"
- 2011: AVN-Award-Nominierung: Best Tease Performance (Jayme Langford), "Xero"
- 2011: AltPorn Award: Best Feature AltPorn Video[8]